# Luca D'Andrea
Luca D'Andrea (Bozen, 1979) és un novel·lista italià. Professor d'institut, entre 2009 i 2012 va publicar la trilogia juvenil de gènere fantàstic Wunderkind sota el pseudònim G.L. D'Andrea.
El 2013 va ser el guionista de la sèrie documental Mountain Heroes, de Discovery Channel, sobre els grups alpins de rescat de les Dolomites. Les muntanyes del Tirol del Sud van inspirar el seu primer thriller, La substància del mal (2016), que va esdevenir de seguida un èxit literari, publicat en més de trenta països. Amb la seva segona obra per a adults, Lissy, va guanyar el premi Scerbanenco 2017 de novel·la negra, on van ser finalistes escriptors com Marcello Fois, Elena Mearini, Romano De Marco o Bruno Morchio.